# Шинсеки, Эрик
Эрик Кен Шинсеки (англ. Eric Ken Shinseki; род. 28 ноября 1942, Лихуэ, Территория Гавайи, США) — американский четырёхзвёздный генерал и политик, начальник штаба армии США (1999—2003), 7-й министр по делам ветеранов США в кабинете Барака Обамы (2009—2014).

## Биография

### Ранние годы

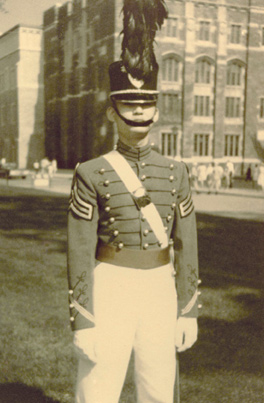
Шинсеки — кадет военной академии.

Родился 28 ноября 1942 года в Лихуэ на гавайском острове Кауаи, в детстве был бойскаутом, окончил местную среднюю школу Kauai High School, где был избран президентом совета учащихся.
Семья Шинсеки имеет японское происхождение, и после вступления США во Вторую мировую войну получила статус граждан враждебного государства (enemy aliens). Часть японцев на территории США были интернированы, но семья Шинсеки избежала ссылки, они были обязаны носить специальные удостоверения личности и раз в месяц отмечаться в местных органах власти.
Окончив в 1965 году Военную академию США в Вест-Пойнте, Шинсеки взял отпуск и прослушал курс английской литературы в университете Дьюка, получив степень магистра искусств.

### Военная карьера

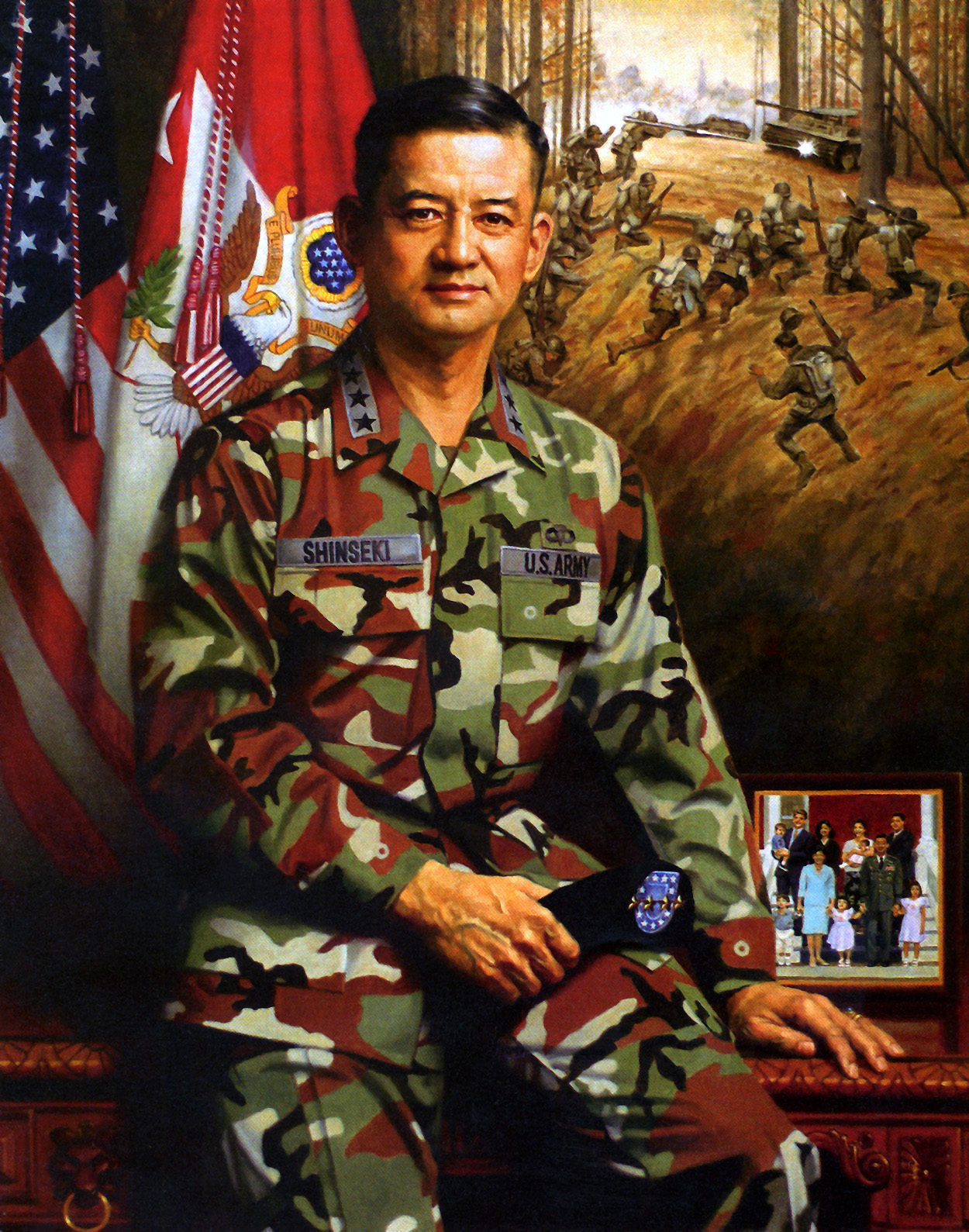
Официальный портрет генерала Шинсеки кисти Джона Бойда Мартина (2003 год).

Получив воинское звание второго лейтенанта, был направлен в состав 25-й пехотной дивизии. Отслужил в разных должностях два срока в Южном Вьетнаме, был дважды ранен. В 1968—1969 годах окончил курсы усовершенствования офицеров танковых войск, в 1979 году окончил Колледж Генерального штаба и командного состава Армии США, а в 1986 году — Национальный военный колледж. Во время одной из двух своих командировок во Вьетнам служил артиллерийским наблюдателем, во второй раз командовал бронетанковым подразделением. Одно из его ранений привело к потере части ступни, но он обратился к командованию с рапортом о разрешении продолжить службу и получил его. Впоследствии около 10 лет служил в Европе (в основном — в ФРГ). В июле 1991 года получил звание бригадного генерала и служил в Вероне заместителем начальника штаба объединённых сил НАТО в Южной Европе, затем стал помощником командира 3-й пехотной дивизии. В июне 1994 года был повышен в звании до генерал-майора и в 1994—1995 годах командовал 1-й кавалерийской дивизией в Форт-Худе, в августе 1996 года произведён в генерал-лейтенанта и впоследствии назначен заместителем начальника штаба армии США по оперативному планированию, в августе 1997 года получил звание генерала, принял командование сухопутными войсками США в Европе и в этом качестве в 1997—1998 годах имел в своём подчинении контингент SFOR в Боснии и Герцеговине. 22 июня 1999 года президент Клинтон назначил его начальником штаба армии США (Шинсеки стал первым американцем азиатского происхождения в звании генерала, а также в должности главы вида вооружённых сил).
К 2001 году штаб армии США разработал на опыте применения вооружённых сил на Балканах доктрину операций полного спектра, которая предусматривала возможность быстрой переброски войск в разные регионы мира, а также боевое противостояние с противником, использующим нерегулярные части и способным на асимметричное противодействие армии. Ввиду рассредоточения американских войск для проведения операции «Несокрушимая свобода» (её основной частью стал ввод войск в Афганистан в 2001 году) и сокращения в период президентства Клинтона численности американских войск постоянной боевой готовности с 780 000 человек до 480 000 Шинсеки вступил в конфликт с министром обороны в администрации Джорджа Буша Дональдом Рамсфелдом при подготовке вторжения в Ирак в 2003 году (Рамсфелд добивался новых сокращений в армии). Особое недовольство министра вызвало выступление генерала в Комитете Сената США по вооружённым силам, когда он заявил, что для оккупации Ирака потребуется контингент численностью около 600 тыс. человек. Рамсфелд и его тогдашний заместитель Пол Вулфовиц считали эту оценку завышенной, хотя дальнейшие события подтвердили правоту Шинсеки. 20 марта 2003 года американские, британские, австралийские и польские войска общей численностью около 297 тыс. человек вошли в Ирак. 11 июня 2003 года Шинсеки ушёл в отставку с должности начальника штаба армии США, а в августе того же года ушёл с действительной военной службы в запас.

### Политическая карьера

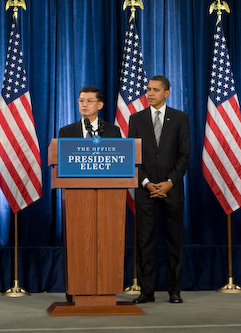
Шинсеки и Обама на пресс-конференции 7 декабря 2008 года.

7 декабря 2008 года избранный президент Барак Обама объявил о назначении в первый состав своего кабинета Эрика Шинсеки как министра по делам ветеранов, назвав его наиболее квалифицированным из возможных кандидатов. В выступлении перед прессой с объявлением об этом назначении Обама пообещал решение проблем ведомства, в том числе улучшение его материально-технической базы. В числе основных проблем президент назвал необходимость поднять на уровень требований XXI века оказание помощи раненым ветеранам войн в Афганистане и Ираке, основными проблемами которых стали черепно-мозговые травмы и ПТСР.
20 января 2009 года по окончании церемонии инаугурации Обамы Сенат утвердил назначение семи министров в его администрации, в том числе Шинсеки.
30 мая 2014 года Шинсеки ушёл в отставку из-за скандала в связи с длительными сроками ожидания лечения для ветеранов в ведомственных медицинских центрах.